# 劉婷婷 (ボート選手)
劉 婷婷（簡体字中国語: 刘 婷婷、1990年9月8日 - ）は、中華人民共和国のボート（ローイング）選手。